# Ring (singel B’z)
RING – trzydziesty singel japońskiego zespołu B’z, wydany 4 października 2000 roku. Osiągnął 1 pozycję w rankingu Oricon i pozostał na liście przez 7 tygodni, sprzedał się w nakładzie 546 180 egzemplarzy. Singel zdobył status podwójnej platynowej płyty.
Utwór tytułowy został wykorzystany jako piosenka przewodnia TV dramy Asu wo dakishimete (jap. 明日を抱きしめて) stacji Yomiuri TV i NTV.

## Lista utworów
| Nr | Tytuł    | Czas |
| -- | -------- | ---- |
| 1. | „RING”   | 4:02 |
| 2. | „guilty” | 3:28 |

## Muzycy
- Tak Matsumoto: gitara, kompozycja i aranżacja utworów
- Kōshi Inaba: wokal, teksty utworów, aranżacja

- Hideo Yamaki: perkusja (#1)
- Kaichi Kurose: perkusja (#2)
- Kōji „Kitarō” Nakamura: gitara basowa (#1)
- Masao Akashi: gitara basowa (#2)
- Akira Onozuka: fortepian (#1)
- Shinozaki Strings: instrumenty smyczkowe (#1)
- Daisuke Ikeda: aranżacja instrumentów smyczkowych (#1)

## Notowania
| Lista                                  | Pozycja |
| -------------------------------------- | ------- |
| Oricon Weekly Singles Chart            | 1       |
| Oricon Monthly Singles Chart           | 1       |
| Oricon Yearly Singles Chart (rok 2000) | 37      |